# لوك مارينسن
لوك مارينسن (بالهولندية: Luc Marijnissen) هو لاعب كرة قدم هولندي في مركز قلب الدفاع، ولد في 9 يناير 2003. لعب مع ناك بريدا.

## وصلات خارجية
- لوك مارينسن على موقع قاعدة بيانات كرة القدم.إي يو (الإنجليزية)
- لوك مارينسن على موقع Soccerway.com (الإنجليزية)
- لوك مارينسن على موقع عالم كرة القدم.نت (الإنجليزية)